# Stanisław Gawłowski

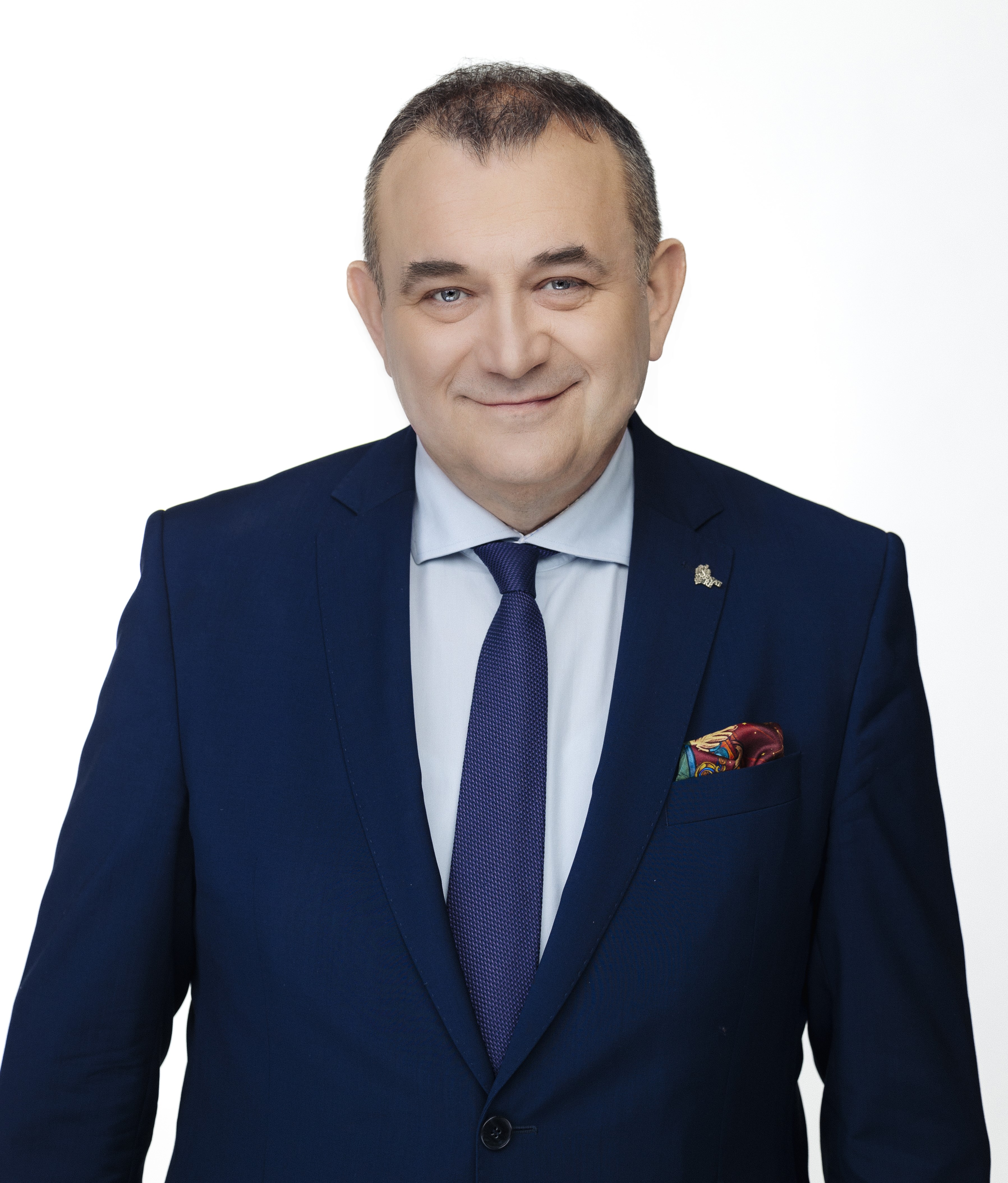
Stanisław Gawłowski (2023)

Stanisław Gawłowski (* 27. November 1968 in Brzeg) ist ein polnischer Politiker der Platforma Obywatelska (Bürgerplattform).

## Leben
1987 trat er in die oppositionelle Ruch Wolność i Pokój (Bewegung für Freiheit und Frieden) ein, im Jahr darauf wurde Gawłowski Mitglied der Konfederacja Polski Niepodległej (Konföderation des unabhängigen Polen). 1989 war er Mitbegründer der Solidarność in Darłowo. 1994 wurde er Mitglied des Stadtrates, zwei Jahre später stellvertretender Bürgermeister von Darłowo. 1998 bis 2001 saß er im Sejmik der Woiwodschaft Westpommern. Während dieser Zeit wurde er einige Monate zum kommissarischen Leiter der Gemeinde Mielno ernannt, da der Gemeindevorsteher auf Grund eines Misstrauensvotums zurücktreten musste. Im Jahr 2002 wurde er zum stellvertretenden Stadtpräsidenten Koszalins gewählt. Bei den Parlamentswahlen 2005 trat Stanisław Gawłowski für die Bürgerplattform an und konnte ein Mandat für den Sejm erringen. Bei den vorgezogenen Wahlen 2007 konnte Gawłowski mit 24.597 Stimmen im Wahlkreis 40 Koszalin erneut in den Sejm einziehen. Am 16. November 2009 wurde er Staatssekretär und damit zugleich Stellvertreter des Umweltministers Maciej Nowicki.
2019 und 2023 zog er in den polnischen Senat ein.
Er wurde im Juli 2025 erstinstanzlich wegen Korruption und Geldwäsche zu fünf Jahren Haft, einer Geldstrafe und einem zehnjährigen Ämterverbot verurteilt.
Stanisław Gawłowski ist verheiratet.

## Ehrungen
- Silbernes Verdienstkreuz der Republik Polen für seine Bemühungen um die territoriale Selbstverwaltung (2005)[1]
- Ehrenbürger der Stadt Polanów (2008)[7]
- Ehrenbürger der Stadt Darłowo (2008)[7]

## Verweise